# Porsche 356/B Carrera GTL Abarth
La Porsche 356 Carrera GTL Abarth ou plus simplement appelée Porsche Abarth Carrera, est une voiture sportive réalisée par le constructeur italien Abarth pour le compte de Porsche, destinée à la compétition et notamment au épreuves du Championnat du monde des voitures de sport.

## Histoire
Ferdinand Porsche a participé à la conception de la Coccinelle, comme consultant et bureau d'études, mais à cause de son implication particulière durant la Seconde Guerre mondiale, alors qu'il était librement invité par les autorités françaises à auditer la future Renault 4 CV, il est arrêté et emprisonné, sans procès, le 15 décembre 1945, à Dijon où il restera enfermé vingt mois et libéré en 1947 contre une caution d'un million de francs versée par l'ingénieur italien Pietro Dusio, patron de Cisitalia et meilleur ami de Ferry Porsche.
Pendant que son père est en captivité, son fils Ferry tente de maintenir l'entreprise. Un contrat avec Piero Dusio est signé pour un Grand Prix automobile, pour la réalisation de la Tipo 360 Cisitalia. Dès 1948, l'entreprise s'oriente vers la construction automobile et commence l'étude de la première voiture qui portera son nom, la Porsche 356.
La voiture est en fait une Coccinelle modifiée, construite à Gmünd en Autriche, d'où la société avait été évacuée en 1944, mais qui après avoir construit quarante-neuf voitures retourna à Zuffenhausen.
En 1951, après le décès de son père Ferdinand, c'est Ferry qui prend seul les rênes de l'entreprise familiale. La première Porsche engagée aux 24 heures du Mans, la 356/4 SL Coupé N°46, conduite par Auguste Veuillet et Edmond Mouche en 1951 s'est classée 20e, tout en remportant la victoire en classe 1,1L.
Il rêve d'engager sa voiture dans les épreuves de compétition GT, voulant se mesurer aux nombreux modèles italiens qui dominent tous les secteurs de la compétition. Il reprend contact avec son ami italien Piero Dusio qui avait payé la caution permettant de libérer son père des geôles françaises, pour concevoir une vraie voiture de course. En 1959, il lui présente Zagato, le célèbre carrossier italien qui travaille essentiellement pour Alfa Romeo. La 356 est trop lourde pour rivaliser en « GT » avec les productions italiennes, maîtresses de la catégorie. Le carrossier milanais va commencer à travailler sur une version GT de la Porsche 356 mais préférera renoncer peu après. A cause de contraintes incompatibles imposées par Porsche, Ferry Porsche va alors se tourner vers Carlo Abarth, préparateur et constructeur automobile aux origines autrichiennes comme lui qui avait participé à la mise au point de la Cisitalia Porsche. Les deux hommes se connaissent très bien puisque Carlo Abarth a épousé en premières noces la secrétaire d'Anton Piëch, mari de Louise Porsche et père de Ferdinand Piëch.
Ferry Porsche est convaincu que pour pouvoir rivaliser avec les Italiens, il faut absolument s’allier avec un Italien. La communication est facile, Ferry ne parle pas italien mais Carlo parle allemand, ses productions sont réputées et ont fait leurs preuves. Ferry est persuadé qu'Abarth va l'aider à transformer sa voiture de base, assez bien née, malgré une prise de poids au fur et à mesure des nouvelles versions mais avec une motorisation trop limitée.
Les contraintes imposées par Porsche sont effectivement draconiennes: conserver le châssis, la base mécanique avec son moteur à plat refroidi par air, les freins à tambour, la direction, etc. mais Carlo Abarth va trouver la solution. En effet, à l’époque, il n’y a aucune obligation de disposer d'une carrosserie identique à la version de série pour faire homologuer la voiture en catégorie GT. Il suffisait que le poids de la voiture de course ne soit pas inférieur à 5% à celui du modèle de série. Abarth va faire appel au designer Franco Scaglione qui va dessiner une toute nouvelle carrosserie, qui sera réalisée en aluminium, donc beaucoup plus légère mais surtout très aérodynamique. Le Cx mesuré passe de 0.398 à 0.365. Après avoir présenté et fait approuver son prototype, en septembre 1959, le contrat est passé pour 20 exemplaires et une option pour 20 de plus, tous destinés à la course.
La production commence en 1960. Les 3 premiers châssis et moteurs sont livrés par Porsche chez le carrossier Rocco Motto de Turin, grand spécialiste des carrosseries en aluminium. Mais le contrôle qualité d'Abarth détecte un niveau de finition insuffisant. La production est alors rapatriée chez Abarth, qui construira les 17 exemplaires suivants durant l’année 1960.
A l’origine, les 356/B Abarth sont équipées du moteur Porsche Flat four de 1,6 litre développant 115 ch DIN, mais Abarth arrivera à convaincre Ferry Porsche que s'il veut être compétitif, il faut augmenter la puissance. Grâce à une simple modification de l’échappement, elle passera à 128 ch puis, en retravaillant plus profondément comme seul Abarth savait le faire, à 135 ch. Abarth construira une variante moteur dont la cylindrée est portée à 2 litres développant entre 155 et 180 ch. Convaincu de l'apport technologique du constructeur italien, Porsche accepte la modification des suspensions par rapport à la 356/B de base, mais imposera de conserver les freins à tambour. Abarth fera courir un prototype expérimental avec des freins à disque, notamment aux 24 heures du Mans 1960. Pour préparer la saison 1961, il présenta un châssis moderne équipé d'un moteur Abarth avec 4 arbres à cames en tête et carter sec, refroidi par air, comme Porsche ne voulait pas en démordre. Ces suggestions ont toute été rejetées par Porsche.
Mais dès la fin de la livraison des 20 exemplaires du contrat, les relations se détériorèrent rapidement entre Abarth et Porsche. Pour ne pas lever l'option des 20 exemplaires supplémentaires, le constructeur allemand se plaindra de la qualité des constructions italiennes, mais aussi de problèmes de direction, fournie par Porsche, alors que ces sujets n'avaient jamais été évoqués lors des livraisons des différents lots de voitures et que les résultats en course s'accumulaient comme jamais !
Porsche évoquera même des retards dans la fabrication des voitures, alors que tous les modèles, sauf les trois premiers qui furent repris à la suite des problèmes de finition, ont été livrés le jour prévu ! Porsche va donc à la fin de l’année 1960 signifier la fin de la collaboration avec Abarth. Il n’y aura donc pas les 20 voitures supplémentaires prévues en option.
Porsche avait succombé aux rumeurs diffusées en Allemagne qu'il était incapable de gagner une course avec une pure voiture allemande, mais bien avec une italienne maquillée.
En fait, la 356/B Carrera « Abarth » n'a jamais démérité en course, bien au contraire. Elle démontra un excellent potentiel qui ne demandait qu'à croître plus si Porsche avait simplement accepté les solutions d'Abarth. Faire courir et gagner une automobile construite sur un châssis vieux de 20 ans n'avait pas été chose facile. Dès la Targa Florio, la GTL remporte la victoire dans sa catégorie et se classe 6e du général. Elle gagne, dans sa catégorie, les 24 heures du Mans 1960, 1961 & 1962, les 1000 km du Nurburgring 1960, 1961, 1962 & 1963 sans compter de nombreuses autres courses de moindre importance. Cela ne fera jamais revenir Porsche sur sa décision, et la Carrera GTL restera la seule collaboration de l’allemand avec Abarth. Porsche fera même courir, sans aucune vergogne, cette voiture bien après sa rupture avec Abarth. Le bureau d'études Porsche ne sachant pas développer ultérieurement la 356, se consacra à la nouvelle 911.
L'histoire retiendra que Porsche ne retrouvera plus le même niveau de classement dans les compétitions avant 1964 avec la Porsche 904. Il aura donc fallu quasiment 4 ans à Porsche pour égaler une simple adaptation du magicien Abarth, trop limité dans son intervention sur la voiture allemande.